# Wolfgang Frankl
Wolfgang (Volfango bzw. Volfgango) Frankl (* 5. August 1907 in München; † 27. April 1994 in Terni) war ein italienischer Architekt deutscher Herkunft.

## Leben
Wolfgang Frankl war der Sohn des Kunsthistorikers Paul Frankl (1878–1962). Er studierte Architektur an der Universität Stuttgart und absolvierte ein Praktikum bei Erich Dieckmann, der in dieser Zeit an der von Otto Bartning geleiteten Hochschule in Weimar lehrte. Frankl berichtet, damals abends im Studio von Ernst Neufert gearbeitet zu haben.
Unmittelbar nach dem Diplom reiste Frankl 1933 nach Italien, wo er in Rom die Ausstellung der faschistischen Revolution besuchte, deren Architektur von Adalberto Libera ihn beeindruckte. Die Arbeitssuche gestaltete sich schwierig, da Frankl noch kein Italienisch konnte. Eine Beschäftigung fand er dann im Umfeld der deutschen Forschungsinstitutionen. Er unterstützte die Forschungsarbeiten des Architekturhistorikers Richard Krautheimer, der bei Frankls Vater in Halle promoviert worden war und nun am Corpus der frühchristlichen Kirchen Roms arbeitete. Daneben arbeitete Frankl im Büro von Pietro Aschieri. Entscheidend für das weitere Leben und Werk von Frankl war dann die durch Adalberto Libera vermittelte Begegnung mit Mario Ridolfi. Anfänglich unterstützte er ihn bei den Planungen für ein Postgebäude an der Piazza Bologna, danach intensivierte sich die Zusammenarbeit bei Entwürfen für römische Palazzine, meist fünfgeschossige Wohnhäuser für den gehobenen Mittelstand.
Im Herbst 1937 musste Frankl aufgrund der judenfeindlichen Erlasse von Mussolini Italien verlassen und emigrierte nach England, wo er Erwin Gutkind und andere emigrierte Architekten kennenlernte. 1948 kehrte er nach Rom zurück. Anfänglich arbeitete er weiter an Krautheimers Corpus Basilicarum Christianarum Romae mit, vor allem aber bildete er nun mit Mario Ridolfi eine Büropartnerschaft, die insbesondere den Wohnungsbau in Italien in den folgenden zwei Jahrzehnten entscheidend prägte. So bezeichnete etwa Paolo Portoghesi die Wohntürme an der Viale Etiopia in Rom als „capolavoro dell’architettura italiana del dopoguerra (Meisterwerk der italienischen Nachkriegsarchitektur)“, wohl weil sie den architektonischen Neorealismus besonders prägnant repräsentieren und zugleich die Aufgabe, für die zahlreichen Zuwanderer in die Stadt guten Wohnraum zu schaffen, ernst nahm. Neben Rom wurde Terni ein Zentrum der Tätigkeit von Frankl und Ridolfi, dann auch zum Wohn- und schließlich zum Sterbeort Frankls.
In seinem letzten Lebensjahrzehnt nahm Wolfgang Frankl auch Lehraufträge an verschiedenen italienischen Universitäten wahr, zuletzt als Entwerfer am Politecnico in Mailand.
1991 gründete Frankl den Fondo Ridolfi-Frankl-Malagricci, der in der Accademia Nazionale di San Luca in Rom den architektonischen Nachlass von Ridolfi, Frankl und Domenico Malagricci von etwa 1923 bis 1984 bewahrt.
Wolfgang Frankl war zwei Mal verheiratet und hatte drei Kinder.

## Werke (Auswahl)
Wenn nicht anders vermerkt, entstanden die Projekte in Zusammenarbeit von Frankl und Ridolfi.
- Palazzina Rea, Via di Villa Massimo, Rom, 1933[6]
- Istituto Tecnico Antonio Bordoni, Pavia, 1936–38[7]
- Palazzina Colombo, Via San Valentino, Rom, 1936[8]
- Appartamenti INA Casa, Quartiere Italia, Terni, 1948–49
- Casa Chitarrini, Largo Villa Gloria, Terni, 1950–51
- Appartamenti INA Casa, Cerignola, 1950[9]
- Appartamenti INA Assitalia, Viale Etiopia, Rom, 1951–54[10]
- Palazzina INAIL, Viale Marco Polo, Rom, 1952
- Justizgefängnis Nuoro, 1953–55[11]
- Mittelschule, Terni, 1953–60[12]
- Kinderheim Poggibonsi, 1955–61
- Appartamenti INA Casa, Via Campegna und Via Chiaiana, Neapel, 1956[13]
- Appartamenti INA Casa, Marengo, 1958
- Haus der “44 apparamenti” der Cooperativa Terni, 1959
- Asilo Olivetti, Canton Vesco, Ivrea, 1960–63[14]
- Elementarschule, Trevisto, 1962